# Heart to Yours
Heart to Yours è il primo album in studio da solista della cantante statunitense Michelle Williams, già membro delle Destiny's Child, disco pubblicato nel 2002.

## Tracce
1. Heart to Yours – 3:54
2. Heard a Word – 4:56
3. So Glad (duetto con Mary Mary) – 3:54
4. Sun Will Shine Again – 4:18
5. Better Place (9.11) – 3:01
6. Change the World – 3:59
7. Everything – 3:33
8. You Care for Me (feat. Isaac Carree & Lowell Pye of Men of Standard) – 5:56
9. Steal Away to Jesus (duetto con Shirley Caesar) – 3:27
10. Rock with Me – 6:04
11. Gospel Medley (Destiny's Child) – 3:26
12. Heaven (bonus track feat. Carl Thomas) – 3:07